# Abaria madhavi
Abaria madhavi är en nattsländeart som beskrevs av Schmid 1982. Abaria madhavi ingår i släktet Abaria och familjen Xiphocentronidae. Inga underarter finns listade i Catalogue of Life.